# آه پدر
«آه پدر» (به انگلیسی: Oh Father) تک‌آهنگی از هنرمند اهل ایالات متحده آمریکا مدونا است که در سال ۱۹۸۹ میلادی منتشر شد.